# Мотагуа (футбольный клуб)
«Мота́гуа» (исп. Club Deportivo Motagua) — гондурасский футбольный клуб из города Тегусигальпа, в настоящий момент выступает в Лиге Насиональ, сильнейшем дивизионе Гондураса. Клуб основан 29 августа 1928 года, домашние матчи проводит на стадионе «Тибурсио Кариас Андино», вмещающем 34 000 зрителей. «Мотагуа» второй по титулованости клуб Гондураса, и один из наиболее титулованных клубов в КОНКАКАФ.

## Достижения
- Чемпионат Гондураса по футболу: 
  - Чемпион (18): 1968-69, 1970-71, 1973-74, 1978-79, 1991-92, 1998 Ап , 1998 Кл. , 2000 Ап. , 2000 Кл., 2002 Ап. , 2007 Ап. , 2011 Кл. , 2015 Ап. , 2017 Ап. , 2017 Кл. , 2018 Ап, 2019 Ап, 2019 Кл, 2022 Кл
- Кубок Гондураса по футболу: 
  - Обладатель (1): 1968.
  - Финалист (4): 1993-94, 1995-96, 1997-98, 1998-99.
- Суперкубок Гондураса по футболу: 
  - Обладатель (2): 1997-98, 2017
- Кубок Чемпионов Центральной Америки: 
  - Чемпион (1): 2007.